# Districten van Bangladesh
De districten van Bangladesh zijn het tweede bestuursniveau in de Bestuurlijke onderverdeling van Bangladesh. Ze vallen onder de zeven divisies van Bangladesh.

## Districten

Districten van Bangladesh

Er zijn 64 districten (Zila):

### Barisal
- Barguna (বরগুনা Bôrguna)
- Barisal (বরিশাল Borishal)
- Bhola (ভোলা Bhola)
- Jhalokati (ঝালকাঠী Jhalokaţhi)
- Patuakhali (পটুয়াখালী Poţuakhali)
- Pirojpur (পিরোজপুর Pirojpur)

### Chittagong
- Bandarban (বান্দরবান Bandorban)
- Brahmanbaria (ব্রাহ্মনবাড়ীয়া Bramhonbaŗia)
- Chandpur (চাঁদপুর Chãdpur)
- Chittagong (চট্টগ্রাম Chôţţogram)
- Comilla (কুমিল্লা Kumilla)
- Cox's Bazar (কক্সবাজার Kôksbajar)
- Feni (ফেনী Feni)
- Khagrachari (খাগড়াছড়ি Khagŗachhoŗi)
- Lakshmipur (লক্ষীপুর Lokkhipur)
- Noakhali (নোয়াখালী Noakhali)
- Rangamati (রাঙ্গামািট Raņamaţi)

### Dhaka
- Dhaka (ঢাকা Đhaka)
- Faridpur (ফিরদপুর Foridpur)
- Gazipur (গাজীপুর Gajipur)
- Gopalganj (গোপালগঞ্জ Gopalgônj)
- Jamalpur (জামালপুর Jamalpur)
- Kishoreganj (কিশোরগঞ্জ Kishorgônj)
- Madaripur (মাদারীপুর Madaripur)
- Manikganj (মানিকগঞ্জ Manikgônj)
- Munshiganj (মুন্সীগঞ্জ Munshigônj)
- Mymensingh (ময়মনসিংহ Môemonshiņho)
- Narayanganj (নারায়ণগঞ্জ Naraeongônj)
- Narsingdi (নরসিংদী Nôrshiņdi)
- Netrakona (নেত্রকোনা Netrokona)
- Rajbari (রাজবাড়ী Rajbaŗi)
- Shariatpur (শরীয়তপুর Shoriotpur)
- Sherpur (শেরপুর Sherpur)
- Tangail (টাঙ্গাইল Ţaņgail)

### Khulna
- Bagerhat (বাগেরহাট Bagerhaţ)
- Chuadanga (চুয়াডাঙা Chuađaņa)
- Jessore (যশোর Jôshor)
- Jhenaidah (ঝিনাইদহ Jhinaidôh)
- Khulna (খুলনা Khulna)
- Kushtia (কুষ্টিয়া Kushţia)
- Magura (মাগুরা Magura)
- Meherpur (মেহেরপুর Meherpur)
- Narail (নড়াইল Nôŗail)
- Satkhira (সাতক্ষীরা Shatkhira)

### Rajshahi
- Bogra (বগুরা Bogura)
- Jaipurhat (জয়পুরহাট Jôepurhaţ)
- Naogaon (নওগাঁ Nôogão)
- Natore (নাটোর Naţor)
- Nawabganj (নওয়াবগঞ্জ Nôoabgônj)
- Pabna (পাবনা Pabna)
- Rajshahi (রাজশাহী Rajshahi)
- Sirajganj (সিরাজগঞ্জ Shirajgônj)

### Rangpur
- Dinajpur (দিনাজপুর Dinajpur)
- Gaibandha (গাইবান্ধা Gaibandha)
- Kurigram (কুড়িগ্রাম Kuŗigram)
- Lalmonirhat (লালমনিরহাট Lalmonirhaţ)
- Nilphamari (নীলফামারী Nilfamari)
- Panchagarh (পঞ্চগড় Pônchogôŗ)
- Rangpur (রংপুর Rôņpur)
- Thakurgaon (ঠাকুরগাঁও Ţhakurgão)

### Sylhet
- Habiganj (হবিগঞ্জ Hobigônj)
- Moulvibazar (মৌলভীবাজার Maulbhibajar)
- Sunamganj (সুনামগঞ্জ Shunamgônj)
- Sylhet (সিলেট Sileţ)